# Conecuh megye
Conecuh megye az Amerikai Egyesült Államokban, azon belül Alabama államban található. Megyeszékhelye és legnagyobb városa Evergreen. Az Alabama dél-középső részén fekvő Conecuh megyében az alabamai konföderációs katonák özvegyei és árvái laktak. A megyét egy választott öttagú bizottság irányítja, és három bejegyzett közösséget foglal magában. Lakosainak száma 11 597 fő (2020. április 1.).

## Szomszédos megyék
- Butler megye (északkelet)
- Covington megye (délkelet)
- Escambia megye (dél)
- Monroe megye (északnyugat)

## Története
Conecuh megyét 1818. február 13-án alapították, és a creek "koha anaka" kifejezésről nevezték el, ami azt jelenti, hogy "nádasok közelében". 1813. július 27-én azon a területen ahol késöbb a megye lett zajlott le a Burnt Corn Creek-i csata, amely az 1813-14-es Creek-háború egyik legelső csatája volt. 1813 júliusában Peter McQueen, és a Red Stick creek indián frakció több harcosa fegyvereket vásárolt a britektől és a spanyoloktól a mai Pensacolában, Floridában. Az amerikai milíciák akik értesültek az indiánok tervéről megtámadták a visszafelé tartó csapatot Burnt Corn Creek patak partján (erről a jelenlegi Burnt Corn város neve), a meglepett indiánokat sikerült kiűzni a táborból, de a milicisták elbízták magukat, az indiánok ellentámadása meglepte öket és végül visszavonulásra kényszerültek, de a fegyverek és a puskapor nagy részét sikerült elvenni az indiánoktól. A rajtaütés legsúlyosabb következménye az volt, hogy a Red Stickek hadüzenetnek tekintették a tettet, és megtorolták a hírhedt Fort Mims-i mészárlással. Bár a tényleges lelőhelyet nem találták meg, a legtöbb forrás jelenleg a mai Escambia megyében helyezi el, amely 1868-ig Conecuh megye része volt. Az első telepesek nem sokkal a csata után érkeztek Conecuh megyébe, és a mai Bellville közelében telepedtek le. A Sepulga folyó, a Conecuh folyó egyik legnagyobb mellékfolyója, létfontosságú volt a megye gazdasági fellendülése szempontjából. A tizenkilencedik század első felében a telepesek terményeiket a folyón szállították Pensacolába. 1859-ben elkezdték a Montgomery és Pensacola közötti vasútvonal megépítését, ami a mai Conecuh megye központján haladt keresztül. 1861-ben fejezték be, majd később a Louisville és Nashville Railroad része lett. 1893-ban megnyitották a Louise Short Baptista Özvegyek és Árvák Otthonát Evergreen ben a polgárháborúban elesett férfiak nyomorgó családjai számára. 1923. június 14-én Trójába költöztették, és 1938-ban átkeresztelték Alabama Baptista Gyermekotthonra.

## Népesség
A 2020-as népszámlálási becslések szerint Conecuh megye lakossága 12 219 fő volt. A következő eloszlás szerint.
| Rassz            | lélekszám | százalék | rangsor az állam 67 megyéje közül |
| ---------------- | --------- | -------- | --------------------------------- |
| Teljes           | 11596 fő  | 0,23     | 61                                |
| Fehér            | 5835 fő   | 50,3     | 53                                |
| Afroamerikai     | 5096 fő   | 43,9     | 15                                |
| Több rasszú      | 290 fő    | 2,5      | 53                                |
| Spanyol          | 256 fő    | 2,2      | 44                                |
| Őslakos és egyéb | 87 fő     | 0,8      | 18                                |
| Ázsiai           | 33 fő     | 0,3      | 49                                |

A megyeszékhely, Evergreen  lakossága 3591 fő volt.
 További jelentősebb települések a megyében Castleberry és Repton. 
A háztartások mediánjövedelme 35 444 dollár volt, szemben az állam egészére vonatkozó 52 035 dollárral, az egy főre jutó jövedelem pedig 20 756 dollár volt, szemben az állam egészének 28 934 dollárjával.
A megye népességének változása:
| Lakosok száma | 13 218 | 13 130 | 13 009 | 12 887 | 12 672 | 11 597 |
|               | 2010   | 2011   | 2012   | 2013   | 2015   | 2020   |

## Gazdaság
A korai telepesek a Sepulga folyót használták a megyében bőségesen termő gyapot és kukorica szállítására. Az 1850-es évekre évente 3000 bálát szállítottak Pensacolába. A megyében az első őrlemény- és fűrészmalmok 1818 körül épültek. A kitermelt fákat folyón szállították, eladásra Pensacolában. Az állattenyésztés, különösen a juh-, sertés-, szarvasmarha- és kecsketenyésztés szintén fontos gazdasági forrás volt a tizenkilencedik században. A tizenkilencedik század második felében új növényeket vezettek be a mezőgazdaságban például földimogyoró, a cukornád és az eper. 1859-ben megkezdődtek a munkálatok a Montgomery és Pensacola vasúton, amely 1861-ben fejeződött be.

## Foglalkoztatás
A 2020-as népszámlálási becslések szerint Conecuh megyében a munkaerő a következő ipari kategóriák között oszlik meg:
- Feldolgozóipar (22,8 százalék)
- Kiskereskedelem (15,0 százalék)
- Oktatási szolgáltatások, valamint egészségügyi és szociális segélyezés (14,5 százalék)
- Szállítás és raktározás, valamint közművek ( 7,6 százalék)
- Építőipar (6,6 százalék)
- Közigazgatás (6,3 százalék)
- Művészet, szórakoztatás, szabadidő, ill. szállás- és vendéglátás (5,8 százalék)
- Pénzügy és biztosítás, valamint ingatlan, bérbeadás és lízing (5,8 százalék)
- Szakmai, tudományos, gazdálkodási, valamint adminisztratív és hulladékgazdálkodási szolgáltatások (4,3 százalék)
- Mezőgazdaság, erdőgazdálkodás, halászat és vadászat, valamint nyersanyag-kitermelés (3,6 százalék)
- Egyéb szolgáltatások, kivéve az államigazgatást (3,1 százalék)
- Nagykereskedelem (3,0 százalék)
- Információk (1,8 százalék)

## Oktatás
A Conecuh megyében nyolc iskola található.

## Földrajz
A 2202 négyzetkilométer területű Conecuh megye az állam déli-középső részén fekszik, teljes egészében a Coastal Plain szakaszán. Eredetileg Monroe megye része volt, Conecuh megye egyes részeit Butler és Escambia megyék megalakításakor használták fel. A megye északkeleti részén halad át a Sepulga folyó, a Felső Conecuh folyó mellékfolyója. A Burnt Corn Creek és a Murder Creek, amelyek az Alsó Conecuh folyó mellékfolyói, áthaladnak a megye nyugati és déli részén. Az észak-déli irányú I65-ös autópálya a megye fő közlekedési útvonala. További fontosabb útvonalak a kelet-nyugati irányú US 84 és az észak-déli irányú US 31. A Middleton Field repülőtér a megye egyetlen nyilvános repülőtere.

## Események és érdekes helyek
Castleberry városa minden év áprilisában megrendezi az eperfesztivált, amelyen művészetek, kézműves foglalkozások, élő szórakoztató programok és eper árusítása szerepel. Evergreen városában minden évben megrendezik a Conecuh megyei kolbászfesztivált a Conecuh Sausage Company által gyártott helyi kolbászok megismertetése céljából. A Paul közösségében található Old Post Office 2013-ban felkerült az alabamai tereptárgyak és örökségének jegyzékében.